# Донской Старочеркасский монастырь
Донской Старочеркасский Ефремовский мужской монастырь — мужской монастырь в станице Старочеркасская Аксайского района Ростовской области.
Учреждён в 1994 году на территории бывшего Ефремовского женского монастыря, существовавшего с 1836 года, закрытого в 1927 году.

## История
Торжественное открытие Ефремовского женского монастыря состоялось 12 сентября 1837 года — на пожертвования вдовы полковника Данилы Степановича Ефремова. Пожертвованное подворье атаманов Ефремовых, заложенное в 1750 году, было известно на Дону своим богатством и европейскими приёмами. Соборным храмом стала домовая церковь во имя Донской иконы Божией Матери, возведённая Ефремовыми в 1756—1761 годах.
В начале XX века в монастыре находилось 16 штатных монахинь, 2 сверхштатных, 96 рясофорных, 135 послушниц, а всего около 300 человек.
Реликвии монастыря, как и войскового собора станицы Старочеркасской, в годы гражданской войны были вывезены за границу. После Октябрьской революции соборный храм был сильно разрушен, всё внутреннее убранство уничтожено или расхищено. Реставрационные работы начались в 1970-х годах. Перед возобновлением монастырь находился в ведении Старочеркасского историко-архитектурного музея-заповедника.
Монастырь вновь открыт 5 октября 1994 года. Первоначально братия поселилась в Старочеркасске в арендованном частном доме; велись восстановительные работы Донской церкви. Благоустроили землю вокруг храма, привели в порядок могилы усопших из рода Ефремовых и игуменьи Иннокентии возле церкви. На колокольне Донского храма появились колокола.
Первым наместником возрождённого монастыря был архимандрит Модест (Потапов), принявший постриг от своего духовника митрополита Зиновия (Мажуги), начавшего свой монашеский путь в Глинской пустыни.

## Соборная церковь
В 1756 году в Черкасске (ныне станица Старочеркасская), на родовом подворье Ефремовых, войсковым атаманом генерал-майором Степаном Ефремовым был заложен каменный домовый храм Донской иконы Божией Матери. Существует предание, что образцом послужила церковь на Ближних пещерах Киево-Печерской лавры, где в молодости ктитором служил родоначальник Ефремовых. Строительство было завершено в 1761 году, и 16 сентября того же года храм был освящен епископом Воронежским и Елецким Кириллом.
К 1837 году на месте ефремовского подворья уже существовал Старочеркасский женский монастырь, основательницами которого стали невестки Ефремова — Евдокия и Ульяна, которые пожертвовали значительную часть своего родового имения и капитала. Домовый храм во имя Донской иконы Божией Матери стал основным монастырским храмом. Семья Ефремовых заботилась о внутреннем убранстве храма. Все его иконы были облачены в серебряные с позолотой ризы, а царские ворота были выкованы из серебра. Запрестольный образ Донской Божией Матери был облачен в серебряную ризу и венчался короной с драгоценными камнями. К началу XX века монастырский храм сиял своим благолепием, а на его колокольне было восемь колоколов, главный из которых весил более 2,5 тонн.
При храме сохранилось родовое кладбище Ефремовых, где похоронена и известная атаманша Меланья Карповна, чье имя казаки связывают с поговоркой «Наготовлено, как на Меланьину свадьбу».

## Святыни монастыря
Престольный праздник — 19 августа (по юлианскому календарю) 1 сентября по новому стилю день празднования Донской иконе Божией Матери.
В 1995 году казаки станицы Гниловской подарили монастырю большую Донскую икону Божией Матери. Некоторое время она находилась в Воскресенском Войсковом Соборе, пока восстанавливался монастырский храм. Впоследствии эта икона была торжественно перенесена в посвященный ей храм Донской иконы Божией Матери. Сейчас она находится в притворе этого храма. Накануне Великого Поста, субботу Сырной недели, с этой иконой монашествующие и казаки проходят крестным ходом от Донского храма к Преображенскому (Ратненскому), где совершают поминовение погибших на поле брани казаков.
На левой стороне, в притворе монастырского храма, над панихидным столом расположена икона покровителя Донской земли святителя Димитрия Ростовского, в которую встроен ковчежец с частицей мощей святителя.
В 1998 году один из духовных руководителей возрождения обители схиархимандрит Зосима (Сокур) (ум. 2002) подарил монастырю малый мощевик с 34 частицами святых. Здесь есть частицы мощей святого апостола Андрея Первозванного, великомученицы Татианы, великомученика Пантелеимона и многих других. Незадолго перед своей кончиной в 2002 году отец Зосима благословил монастырю ещё одну великую святыню: большой мощевик, в который вложены более 90 частиц мощей преподобных киево-печерских отцов. В подножие креста, вделанного в мощевик, вложен камень с горы Голгофы. Малый мощевик находится в алтаре храма Донской иконы Божией Матери, а большой мощевик в киоте висит в притворе храма слева от входа.

Исторические фотографии
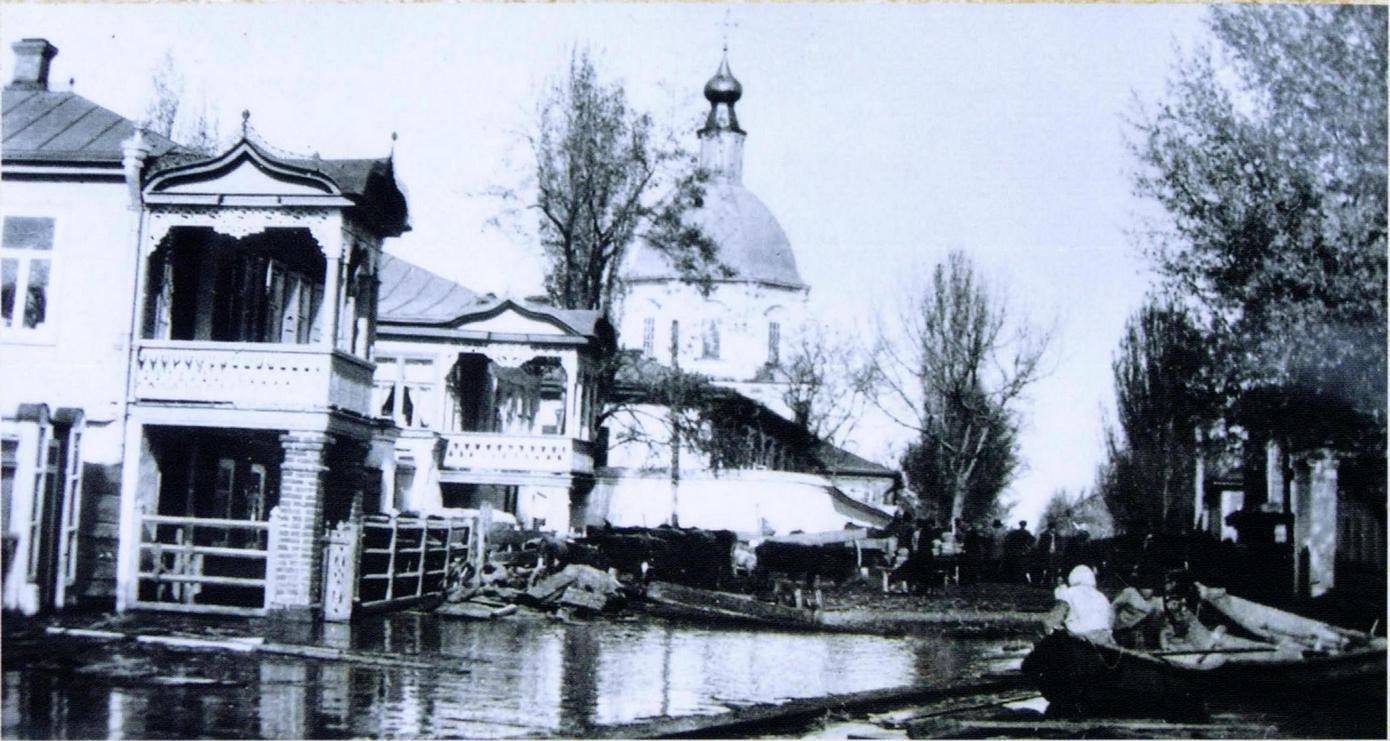
Храм до революции
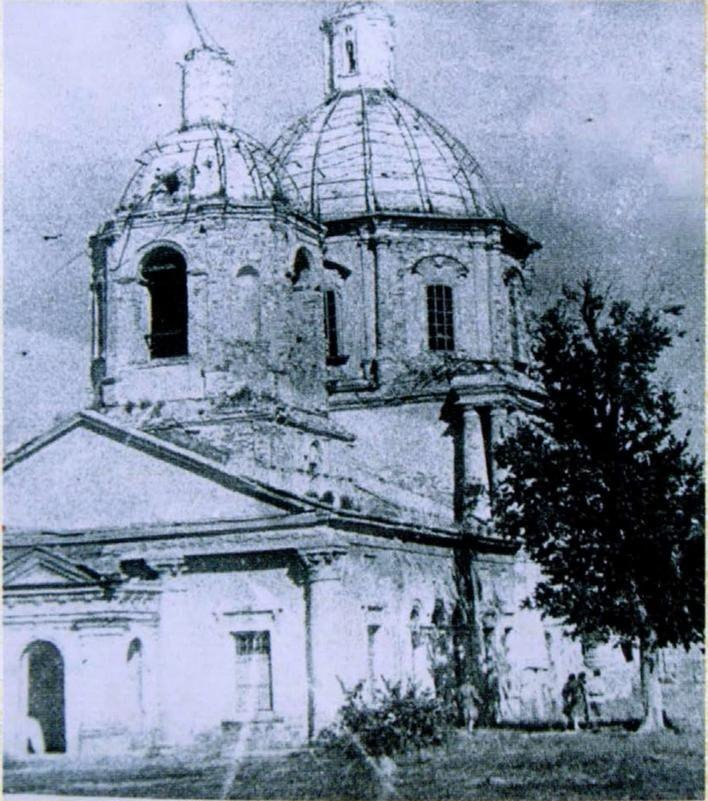
Вид храма перед войной